# كاتماندو
كَتمَندو (بالنيبالية: काठमाडौं) هي عاصمة نيبال وأكبر مدنها. يبلغ عدد سكانها أكثر من مليون نسمة. إجمالي مساحة المدينة حوالي 50.6 كيلومتر مربع. يعود تاريخ تأسيس المدينة إلى القرن السابع الميلادي وبالتحديد إلى عام 723 م.

## الموقع
تقع مدينة كتمندو في واد يحمل نفس الاسم بوسط نيبال بين قمم الهملايا، بالقرب من نهر بشنوماتي على ارتفاع حوالي 1380 مترا، وهو واد مليء بالمواقع التاريخية والمعابد والأضرحة والقرى الخلابة. ويحيط بالمدينة أربعة جبال رئيسية هي جبل شيفابوري وجبل فولتشوويكي وجبل ناغارجوم وجبل تشاندراغيري.
وتعتبر مدينة كتمندو التي تبلغ مساحتها 50 كيلومترا مربعا، مركزا ثقافيا واقتصاديا وتلتقي مع نظيرتيها مدينة باتان ومدينة باكتابور في البعد السياحي والاقتصادي والتراث الثقافي.

## السكان
يبلغ عدد سكان كتمندو أكثر من مليون نسمة بحسب إحصاءات 2011. ويعيش فيها خليط من مجموعات عرقية مختلفة، وأغلب سكانها من الهندوس، وهناك الكثير من البوذيين، وتوجد أقلية من المسلمين.
ويتحدث غالبية سكانها اللغتين الإنجليزية والهندية، كما يتحدث عدد كبير منهم لغات أجنبية مثل الفرنسية والألمانية والصينية والعبرية والكورية وغيرها.

## التاريخ
تأسست كتمندو في بدايات القرن الثامن الميلادي، ويعود تاريخ تأسيسها على وجه التحديد إلى 723. وكانت قد سقطت بيد الأجوركيين في 1768، واتخذوها عاصمة، ووحدوا الإقليم الذي صار في ما بعد مملكة نيبال الحديثة. وهي تستمد اسمها من معبد كتماندو أو «المعبد الخشبي» الذي تأسس في 1596.
وكان النصف الجنوبي للبلدة القديمة طريقا تجاريا إلى التب، وفيه تقع مستوطنات يانجالا ويامبو الأصلية.
وكان مئات الآلاف من التجار والحجاج يعبرون هذه المنطقة، وكان معظمهم يقيم في بلدة كاثمانداب التي شكلت نواة مدينة كتمندو.
وخلال عهد أسرة مالا نمت مكانة المدينة من الناحية الاقتصادية وبنيت المعابد والمباني والمعالم الأثرية الأخرى. وكانت لا تزال تحتفظ باستقلالها عن غيرها من البلدات الأخرى في الوادي.
وبحلول القرن 14 تم توحيد الوادي تماما من جانب ملك بهاكتابور، وفي منتصف القرن 15 الوادي انقسم مرة أخرى إلى ثلاث مدن منفصلة، كتمندو وباتان وبهاكتابور.
وأدى التنافس بين هذه المدن إلى نشوب الكثير من الحروب، مما جعلها ضعيفة في جه الغزو الذي قاده بريثهيفي نارايان شاه عام 1768. وفي نهاية المطاف توحدت نيبال وأصبحت كتمندو العاصمة الرسمية للبلاد.

## الاقتصاد
تعتبر كتمندو مركزا تجاريا وإداريا لوقوعها في طريق الحجاج القديم في الهند إلى التبت والصين ومنغوليا.وتأتي السياحة في مقدمة النشاط الاقتصادي للمدينة، وتشمل الصناعات الخفيفة فيها صناعة الطوب والسجاد والإسمنت وأعمال الخشب وأعمال الحديد.

## المعالم
تشتهر كتمندو بمعابدها الهندوسية والبوذية وتضم قصورا قديمة ومعالم أثرية ومكتبات سنسكريتية.
كما تضم ميدان أسان تول أكثر الميادين ازدحاما بباعة الخضر والتوابل، وتضم كذلك برج بهيمسن (داراهارا) وهو برج أبيض في البلدة القديمة.
وتوجد بالمدينة حديقة الأحلام الأكثر جمالا وهدوءا في كتماندو. وتضم بركة كبيرة مسورة هي «راني بوخارى»، ويقال إن الملك يراتاب مالا بناها لزوجته التي كانت حزينة بعد وفاة ابنها عام 1667.
وفي المدينة معابد بوذية من بينها معبد سويامبهوناث -حيث تكثر القردة في المكان- ومعبد كاثامانداب «المبنى الخشبي» الذي تم تشييده في القرن الثاني عشر من خشب شجرة «سال».
وبالإضافة إلى ذلك، توجد بالمدينة معابد الآلهة الثلاثة، ومعبد جيسي ديفال، وغيرها من المعابد والمعالم التاريخية.

## معلومات أخرى
شهدت مدينة كتمندو منتصف 2001 مجزرة دموية لقي فيها ملك نيبال والملكة وآخرون من أفراد العائلة الحاكمة حتفهم بزخات من الرصاص أطلقها داخل القصر ابن الملك وولي عهده الذي ما لبث أن انتحر. ووقعت هذه المجزرة الملكية إثر خلاف عائلي بسبب عروس مرشحة للأمير لم توافق الأسرة على زواجه منها.
وقد وتولى الحكم في نيبال الأمير غيانيندرا شقيق الملك المقتول.
وفي أواخر أبريل 2015 ضرب المدينة، وعددا من مناطق البلاد ودولا أخرى، زلزال مدمر بلغت قوته 7.9 درجات على مقياس ريختر، وخلّف آلاف القتلى والجرحى. وتسبب في انهيار مبان ومعالم تاريخية وأضرار في الطرق، بالإضافة إلى حدوث انهيار ثلجي قاتل في جبل إيفرست بالهملايا.

## صور

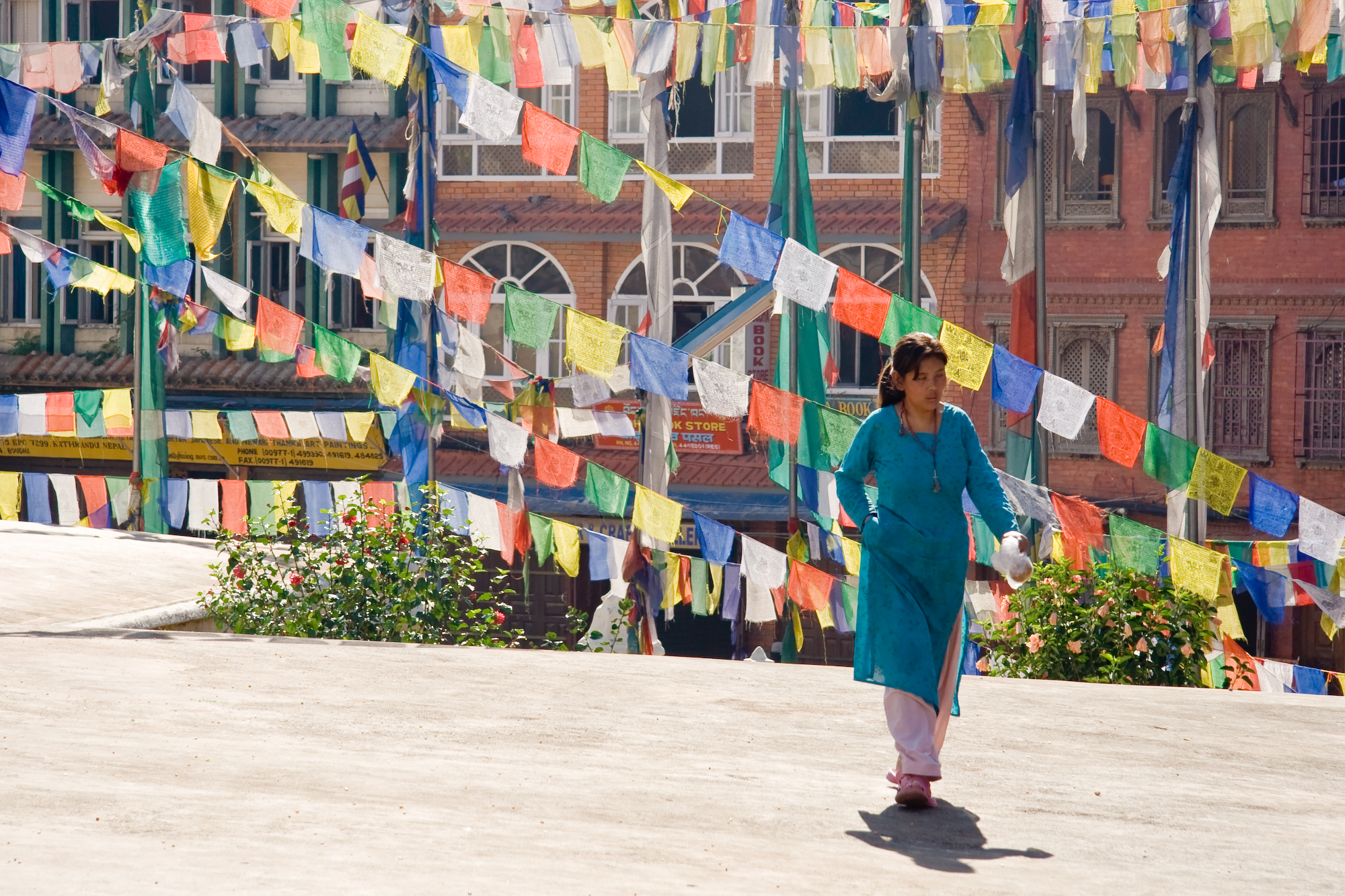
أعلام صلاة ملونة بكتماندو.
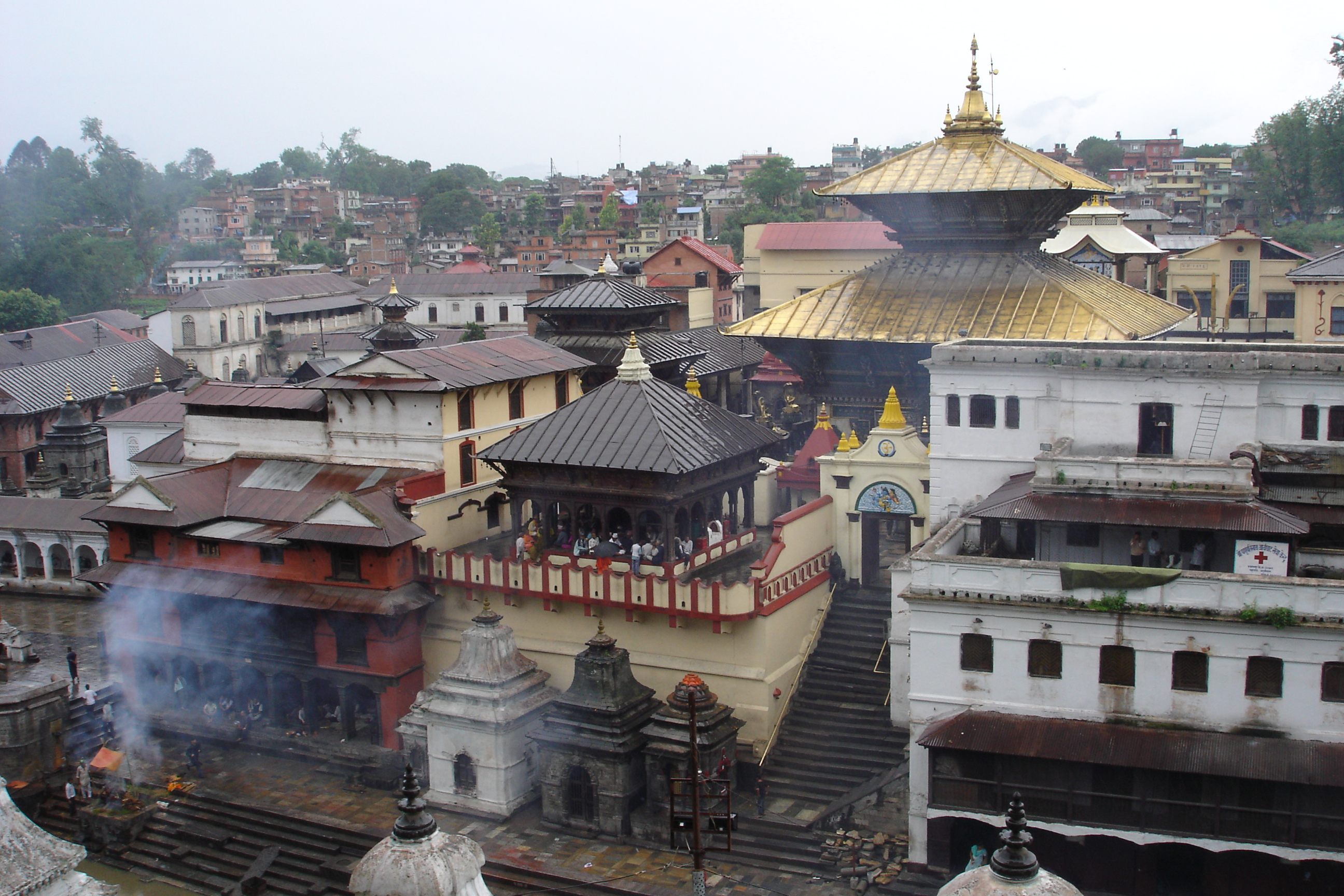
معبد في كتمندو.